# Liste des films produits sous le nom Triangle Film Corporation
Article principal : Triangle Film Corporation.
Les films sont classés par ordre alphabétique du titre en anglais

## 1916
- 1916 : Intolérance de D. W. Griffith

## 1917
- 1917 : A Case at Law d'Arthur Rosson
- 1917 : A Phantom Husband de Ferris Hartman
- 1917 : A Strange Transgressor de Reginald Barker
- 1917 : A Successful Failure d'Arthur Rosson
- 1917 : American - That's All de Richard Rosson et Arthur Rosson
- 1917 : An Even Break de Lambert Hillyer
- 1917 : Ashes of Hope de Walter Edwards
- 1917 : Because of a Woman de Jack Conway
- 1917 : Bond of Fear de Jack Conway
- 1917 : Borrowed Plumage de Raymond B. West
- 1917 : Broadway Arizona de Lynn F. Reynolds
- 1917 : Cassidy d'Arthur Rosson
- 1917 : Caught with the Goods de Nick Cogley
- 1917 : The Devil Dodger de Clifford Smith
- 1917 : Fanatics de Raymond B. Wells
- 1917 : Fighting Back de Raymond B. Wells
- 1917 : The Firefly of Tough Luck d'E. Mason Hopper
- 1917 : L'Idole de l'Alaska (Flame of the Yukon) de Charles Miller
- 1917 : Au pays de l'or (Flying Colors) de Frank Borzage
- 1917 : The Food Gamblers d'Albert Parker
- 1917 : For Valour d'Albert Parker
- 1917 : Framing Framers de Ferris Hartman et Henri D'Elba
- 1917 : The Fuel of Life de Walter Edwards
- 1917 : Golden Rule Kate de Reginald Barker
- 1917 : The Gown of Destiny de Lynn F. Reynolds
- 1917 : Grafters d'Arthur Rosson
- 1917 : The Haunted House d'Albert Parker
- 1917 : Her Excellency, the Governor d'Albert Parker
- 1917 : Idolators de Walter Edwards
- 1917 : Indiscreet Corinne de Jack Dillon
- 1917 : The Man Hater d'Albert Parker
- 1917 : The Man Who Made Good d'Arthur Rosson et Richard Rosson
- 1917 : Master of His Home de Walter Edwards
- 1917 : The Maternal Spark de Gilbert P. Hamilton
- 1917 : The Medicine Man de Clifford Smith
- 1917 : The Mother Instinct de Roy William Neill
- 1917 : Mountain Dew de Thomas N. Heffron
- 1917 : One Shot Ross de Clifford Smith
- 1917 : Polly Ann de Charles Miller
- 1917 : The Regenerates d'E. Mason Hopper
- 1917 : The Stainless Barrier de Thomas N. Heffron
- 1917 : The Sudden Gentleman de Thomas N. Heffron
- 1917 : Sudden Jim de Victor Schertzinger
- 1917 : The Tar Heel Warrior d'E. Mason Hopper
- 1917 : Ten of Diamonds de Raymond B. West
- 1917 : Until They Get Me de Frank Borzage
- 1917 : Up or Down? de Lynn F. Reynolds
- 1917 : La Petite Châtelaine (Wee Lady Betty) de Charles Miller
- 1917 : Wild Sumac de William V. Mong
- 1917 : Wooden Shoes de Raymond B. West

## 1918
- 1918 : A Good Elk de Charles Avery
- 1918 : A Good Loser de Dick Donaldson
- 1918 : A Janitor's Fall de Charles Avery
- 1918 : A Soul in Trust de Gilbert P.Hamilton
- 1918 : Alias Mary Brown de William C. Dowlan et Henri D'Elba
- 1918 : An Honest Man de Frank Borzage
- 1918 : The Answer d'E. Mason Hopper
- 1918 : The Argument de Walter Edwards
- 1918 : The Atom de William C. Dowlan
- 1918 : L'Escapade de Corinne (Betty Takes a Hand) de Jack Dillon
- 1918 : Beyond the Shadows de James McLaughlin
- 1918 : The Boss of the Lazy Y de Clifford Smith
- 1918 : By Proxy de Clifford Smith
- 1918 : Cactus Crandall de Clifford Smith
- 1918 : The Captain of His Soul de Gilbert P. Hamilton
- 1918 : The Cast-Off de Raymond B. West
- 1918 : Closin' In de James McLaughlin
- 1918 : Crown Jewels de Roy Clements
- 1918 : Daughter Angele de William C. Dowlan
- 1918 : Desert Law de Jack Conway
- 1918 : Deuce Duncan de Thomas N. Heffron
- 1918 : Everywoman's Husband de Gilbert P. Hamilton
- 1918 : Faith Endurin' de Clifford Smith
- 1918 : False Ambition de Gilbert P. Hamilton
- 1918 : The Flames of Chance de Raymond B. Wells
- 1918 : The Fly God de Clifford Smith
- 1918 : From Two to Six d'Albert Parker
- 1918 : The Ghost Flower de Frank Borzage
- 1918 : The Golden Fleece de Gilbert P. Hamilton
- 1918 : The Grey Parasol de Lawrence C. Windom
- 1918 : The Hand at the Window de Raymond B. Wells
- 1918 : The Hard Rock Breed de Raymond B. Wells
- 1918 : Heiress for a Day de Jack Dillon
- 1918 : Hell's End de James McLaughlin
- 1918 : Her American Husband d'E. Mason Hopper
- 1918 : Her Bohemian Party
- 1918 : Her Decision de Jack Conway
- 1918 : High Stakes d'Arthur Hoyt
- 1918 : High Tide de Gilbert P. Hamilton
- 1918 : His Enemy, the Law de Raymond B. Wells
- 1918 : The Hopper de Thomas N. Heffron
- 1918 : I Love You de Walter Edwards
- 1918 : Innocent's Progress de Frank Borzage
- 1918 : Irish Eyes de William C. Dowlan
- 1918 : Keith of the Border de Clifford Smith
- 1918 : The Last Rebel de Gilbert P. Hamilton
- 1918 : The Law of the Great Northwest de Raymond B. Wells
- 1918 : The Law's Outlaw de Clifford Smith
- 1918 : Limousine Life de Jack Dillon
- 1918 : Little Red Decides de Jack Conway
- 1918 : The Lonely Woman de Thomas N. Heffron
- 1918 : The Love Brokers d'E. Mason Hopper
- 1918 : Love's Pay Day d'E. Mason Hopper
- 1918 : Madame Sphinx de Thomas N. Heffron
- 1918 : Mlle. Paulette de Raymond B. Wells
- 1918 : The Man Above the Law de Raymond B. Wells
- 1918 : The Man Who Woke Up de James McLaughlin
- 1918 : Marked Cards de Henri D'Elba
- 1918 : The Mask de Thomas N. Heffron
- 1918 : Mystic Faces d'E. Mason Hopper
- 1918 : Nancy Comes Home de Jack Dillon
- 1918 : Old Hartwell's Cub de Thomas N. Heffron
- 1918 : Old Loves for New de Raymond B. Wells
- 1918 : The Painted Lily de Thomas N. Heffron
- 1918 : Paying His Debt de Clifford Smith
- 1918 : The Pretender de Clifford Smith
- 1918 : The Price of Applause de Thomas N. Heffron
- 1918 : Real Folks de Walter Edwards
- 1918 : The Reckoning Day de Roy Clements
- 1918 : The Red-Haired Cupid de Clifford Smith
- 1918 : The Sea Panther de Thomas N. Heffron
- 1918 : The Secret Code d'Albert Parker
- 1918 : Shifting Sands d'Albert Parker
- 1918 : The Shoes That Danced de Frank Borzage
- 1918 : Le Cavalier silencieux (The Silent Rider) de Clifford Smith
- 1918 : Society for Sale de Frank Borzage
- 1918 : Station Content d'Arthur Hoyt
- 1918 : They're Off de Roy William Neill
- 1918 : Tony America de Thomas N. Heffron
- 1918 : Untamed de Clifford Smith
- 1918 : The Vortex de Gilbert P. Hamilton
- 1918 : Who Is to Blame? de Frank Borzage
- 1918 : Who Killed Walton? de Thomas N. Heffron
- 1918 : Wife or Country d'E. Mason Hopper
- 1918 : Wild Life de Henry Otto
- 1918 : Without Honor d'E. Mason Hopper
- 1918 : Wolves of the Border de Clifford Smith
- 1918 : You Can't Believe Everything de Jack Conway

## 1919
- 1919 : A Regular Fellow de Christy Cabanne
- 1919 : A Royal Democrat de George Siegmann
- 1919 : A Wild Goose Chase de Harry Beaumont
- 1919 : Child of M'sieu de Harrish Ingraham
- 1919 : Rêves dorés (The Follies Girl) de Jack Dillon
- 1919 : It's a Bear de Lawrence C. Windom
- 1919 : The Little Rowdy de Harry Beaumont
- 1919 : Love's Prisoner de Jack Dillon
- 1919 : The Mayor of Filbert de W. Christy Cabanne
- 1919 : Mistaken Identity de Howard M. Mitchell
- 1919 : Muggsy de Sherwood MacDonald
- 1919 : One Against Many d'Edgar Jones
- 1919 : Prudence on Broadway de Frank Borzage
- 1919 : The Railroader de Colin Campbell
- 1919 : Restless Souls (en) de William C. Dowlan
- 1919 : The Root of Evil de George Ridgwell
- 1919 : Secret Marriage de Tom Ricketts
- 1919 : Taxi de Lawrence C. Windom
- 1919 : Three Black Eyes de Charles Horan
- 1919 : Toton de Frank Borzage
- 1919 : Upside Down de Lawrence C. Windom
- 1919 : Water Lily de George Ridgwell

## 1920
- 1920 : The Servant in the House de Jack Conway

## 1922
- 1922 : Oh, Mabel Behave de Mack Sennett et Ford Sterling